# Ṟ
Cette page contient des caractères spéciaux ou non latins. S’ils s’affichent mal (▯, ?, etc.), consultez la page d’aide Unicode.
Ṟ (minuscule : ṟ), appelé R macron souscrit, est un graphème utilisé dans l’écriture du pitjantjatjara et du zapotèque de Mitla, et dans certaines romanisations. Il s'agit de la lettre R diacritée d'un macron souscrit.  Il n’est pas à confondre avec le R trait souscrit ‹ R̲, r̲ ›.

## Utilisation
Le ṟ est utilisé dans la translittération du tamoul pour représenter la lettre ற, [r].

## Représentations informatiques
Le R macron souscrit peut être représenté avec les caractères Unicode suivants :
- précomposé (latin étendu additionnel)[1] :

| formes    | représentations | chaînes de caractères | points de code | descriptions                              |
| --------- | --------------- | --------------------- | -------------- | ----------------------------------------- |
| capitale  | Ṟ               | Ṟ                     | U+1E5E         | lettre majuscule latine r ligne souscrite |
| minuscule | ṟ               | ṟ                     | U+1E5F         | lettre minuscule latine r ligne souscrite |

- décomposé (latin de base, diacritiques) :

| formes    | représentations | chaînes de caractères | points de code | descriptions                                          |
| --------- | --------------- | --------------------- | -------------- | ----------------------------------------------------- |
| capitale  | Ṟ               | R◌̱                    | U+0052 U+0331  | lettre majuscule latine r diacritique macron souscrit |
| minuscule | ṟ               | r◌̱                    | U+0072 U+0331  | lettre minuscule latine r diacritique macron souscrit |